# Tiocolchicósido
Tiocolchicósido es un medicamento con acción relajante muscular y efectos antiinflamatorios y analgésicos. Actúa como un antagonista competitivo en los receptores de GABAA y también en los receptores de glicina con similar potencia y en los receptores nicotínicos y de acetilcolina en menor medida. Tiene una potente actividad convulsivante y no debería utilizarse en individuos propensos a ataques epilépticos.

## Efectos secundarios
Puede causar náuseas, alergia y reacciones vasovagales.
Aunque los relajantes musculares puedan provocar sedación, el tiocolchicósido se encuentra libre de este efecto debido a su no interferencia con los receptores nicotínicos.
Daño hepático, pancreatitis, crisis comiciales, alteraciones hematológicas, trastornos cutáneos graves, rabdomiólisis y trastornos reproductivos son efectos adversos registrados en la base de datos europea y francesa de farmacovigilancia, así como en las actualizaciones periódicas que las compañías implicadas envían a las agencias reguladoras.
Estos datos no especifican la frecuencia de los trastornos ni identifican las poblaciones de pacientes más susceptibles.
Tiocolchicósido es teratogénico en animales de laboratorio y también altera los cromosomas. Los datos en humanos se  a un seguimiento de mujeres embarazadas  e informes de espermatogénesis alterada, incluyendo casos de azoospermia.
El boletín mensual de la AEMPS de febrero de 2014 recoge una carta de seguridad a los profesionales sanitarios, que informa de las restricciones de uso del tiocolchicósido[cita requerida]. Tras revisar nuevos datos preclínicos, uno de los metabolitos del tiocolchicósido ha mostrado inducir aneuploidia (número desigual de cromosomas en células en división) en concentraciones próximas a las observadas en humanos cuando se utilizan dosis máximas recomendadas (8 mg/día). La aneuploidia se considera un factor de riesgo para la teratogenicidad, la toxicidad embrio-fetal, el aborto espontáneo y la reducción de la fertilidad masculina, así como un posible factor de riesgo para el cáncer;

## Farmacocinética
Se metaboliza en el cuerpo al metabolito llamado 3-demetiltiocolchicina (también conocido como SL59.0955 o M2) que puede dañar las células en división y por lo tanto puede ser teratogénico, además de inducir cambios neoplásicos, y causar reducción de la fertilidad en los hombres. Por lo anterior, se recomienda una dosis oral no superior a 7 días, mientras que aplicada vía intramuscular, la duración de la dosis no debe exceder 5 días.Además,no debería usarse durante el embarazo. Las preparaciones tópicas son menos tóxicas.